# Сидоровская, Алла Андреевна
Алла Андреевна Сидоровская (урожд. Рогова) (род. 27 июля 1983, Москва) — российская футболистка, полузащитник. Выступала за сборную России.

## Карьера
Воспитанница московской футбольной школы «Чертаново», первый тренер Эльфрадо Валеев. Во второй половине 2000-х годов прерывала карьеру на два года из-за рождения ребёнка.
С 2008 года играла в составе «ЦСП Измайлово», с этим клубом в 2013 году стала финалисткой Кубка России. В высшем дивизионе в составе «Измайлово» сыграла не менее 62 матчей и забила не менее 7 голов.
Привлекалась в сборную России. Дебютировала 22 ноября 2006 года в товарищеском матче против сборной Нидерландов. В отборочном цикле чемпионата мира 2011 года провела 5 игр. Участница финальных турниров чемпионата Европы 2009 года (запасная) и 2013 года (3 матча). Всего за сборную провела не менее 28 игр, забила 1 гол в ворота сборной Словакии.